# خورشیدگرفتگی ۲۳ ژانویه ۱۹۱۷
خورشیدگرفتگی ۲۳ ژانویه ۱۹۱۷ (به انگلیسی: Solar eclipse of January 23, 1917) یک خورشیدگرفتگی از نوع خورشیدگرفتگی جزئی است. این خورشیدگرفتگی در تاریخ ۲۳ ژانویه ۱۹۱۷ میلادی (‎۳ بهمن ۱۲۹۵ خورشیدی) روی داد که زمان اوج آن، ساعت ۷:۲۸:۳۱ به‌وقت ساعت هماهنگ جهانی بوده‌است.